# 양운초등학교
양운초등학교(養雲初等學校)는 대한민국 부산광역시 해운대구에 있는 공립 초등학교이다.

## 학교 연혁
- 1997년 3월 1일: 개교
- 2008년 2월 21일: 우수국제학교 협력 우수상
- 2008년 3월 2일: 교원능력개발평가 선도 학교 운영

## 참고 자료
- 양운초등학교 - 한국교육학술정보원 학교알리미